# Анна Левандовська
Анна Марія Левандовска (польськ. Anna Maria Lewandowska; до шлюбу Стахурська; 7 вересня 1988, Лодзь) — польська каратистка, фахівчиня з харчування, карате та представниця країни в традиційному карате. Багаторазова призерка світу, Європи та національних чемпіонатів. 

## Біографія
Випускниця Академії фізичного виховання у Варшаві. Захистила дисертацію у 2012 році.

### Спортивна кар'єра
Анна Левандовська є членкинею Клубу карате Прушкува. В своїй кар'єрі завоювала три медалі чемпіонату світу серед ветеранів, шість медалей чемпіонатів Європи в різних вікових категоріях (в тому числі двічі на чемпіонаті Європи майстрів та юніорів), а також 29 медалей чемпіонату Польщі (в тому числі двічі перемогла в Чемпіонаті Польщі серед майстрів спорту і чотири рази — у Молодіжному чемпіонаті Польщі).

### Healthy Plan by Ann
У вересні 2013 року отримала звання фахівчині з харчування. Створила свій блог «Healthy Plan by Ann», в якому дає поради щодо правильного харчування, фізичних вправ тощо.

### Спортивні досягнення

#### Медалі чемпіонату світу[1]
- 2008: 3 місце — ката командні
- 2012: 2 місце — ката командні
- 2014: 3 місце — ко-го куміте[2]

#### Медалі чемпіонату Європи[3]
- 2006: 3 місце — ката індивідуальне (кадети)
- 2007: 3-е місце — фуку-го (юніори)
- 2009: 1 місце — фуку-го
- 2011: 3 місце — фуку-го
- 2013: 2-е місце — ко-го куміте[4]
- 2013: 1 місце — ен-бу-мікст[4]

#### Медалі чемпіонату Польщі[5]
- 2005: 2 місце — куміте індивідуальне (юніори)
- 2005: 3 місце — ката індивідуальне (хлопці і дівчата)
- 2006: 3 місце — ко-го куміте (юніори)
- 2006: 2 місце — ката індивідуальне (хлопці і дівчата)
- 2007: 1 місце — ко-го куміте
- 2007: 3-е місце — фуку-го
- 2007: 2 місце — ката індивідуальне
- 2007: 3-е місце — фуку-го
- 2008: 2 місце — фуку-го
- 2008: 2 місце — ката індивідуальне
- 2009: 1 місце — ко-го куміте
- 2009: 1 місце — фуку-го
- 2009: 1 місце — ката індивідуальне
- 2009: 2-е місце — фуку-го
- 2009: 2-е місце — ко-го куміте
- 2010: 2 місце — фуку-го
- 2011: 3 місце — ен-бу-мікст
- 2011: 3 місце — ката індивідуальне
- 2011: 3 місце — фуку-го
- 2012: 2 місце — ен-бу-мікст
- 2012: 3 місце — куміте індивідуальне
- 2012: 1 місце — ко-го куміте
- 2012: 3 місце — фуку-го
- 2012: 3 місце — ката індивідуальне
- 2013: 1 місце — ен-бу-мікст
- 2013: 3 місце — фуку-го
- 2013: 3 місце — ко-го куміте
- 2014: 3 місце — ко-го куміте

### Особисте життя
Батько Анни Левандовської — Богдан Стахурський, кінооператор, мати — Марія Стахурська, сценографка.
22 червня 2013 року одружилася з Робертом Левандовським, форвардом збірної Польщі та футбольного клубу "Барселона" . У грудні 2016 року пара повідомила про вагітність.